# Parque natural del noroeste de la Península de Panay
El Parque natural del noroeste de la Península de Panay se encuentra en la isla de Panay , en las provincias de Aclán y Antique de las Filipinas, que fue proclamado parque natural por la presidenta Gloria Macapagal Arroyo el 18 de abril de 2002 ( Proclamación Presidencial Nº 186 , 2002). El parque natural del noroeste de la Península de Panay tiene una superficie de 120,09 kilómetros cuadrados, que se encuentran dentro de los municipios de Nabas, Malay, Buruanga, Libertad y Pandan.
En el parque habita una gran variedad de flora y fauna de la región de las Bisayas Occidentales, como el gato leopardo de Bisayas.
Asimismo, es una cuenca importante. Cuenta con un sistema de manantiales y ríos que proveen de agua a más de 100.000 habitantes. El agua que es consumida en la isla de Borácay por sus habitantes y por los cientos de miles de turistas que la visitan cada año también procede de la cuenca del noroeste de Panay. 